# NHo Amorim do Valle (H-35)
O NHo Amorim do Valle é um navio hidroceanográfico da Marinha do Brasil.

## História
Chamado inicialmente de HMS Humber, navio-varredor da Classe River da Marinha Real Britânica, foi adquirido em virtude da decisão de dotar a Marinha do Brasil de um Navio Balizador de Alto-Mar para emprego na manutenção de sinais flutuantes de grande porte. Foi incorporado à Armada em 31 de janeiro de 1995, recebendo o seu nome em homenagem ao Ministro da Marinha, Almirante de Esquadra Edmundo Jordão Amorim do Vale.
Iniciou as suas atividades em 1997 como Navio Balizador de 4a. Classe, subordinado ao Serviço de Sinalização Náutica do Sul (SSN-5), com a missão de manter e fiscalizar o funcionamento do balizamento dos principais portos e vias navegáveis do litoral sul do país, nomeadamente os portos de Rio Grande, Itajaí, São Francisco do Sul e Paranaguá, além dos balizamentos do canal da Galheta, do rio Guaíba e da Lagoa dos Patos.

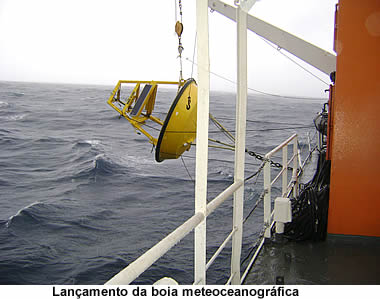
Lançamento de boias meteoceonográficas pelo NHo Amorim do Valle (H-35).

Foi reclassificado como Navio Hidroceanográfico de 3a. Classe em 7 de dezembro de 2000, passando a ser subordinado ao Grupamento de Navios Hidroceanográficos da Diretoria de Hidrografia e Navegação, com a sua missão de efetuar levantamentos hidrográficos, oceanográficos, geodésicos, meteorológicos e serviços de sinalização náutica, a fim de contribuir para a segurança da navegação e apoiar as operações navais da Marinha.
O navio encontra-se apto a realizar atividades de balizamento, capacitado a transportar, recolher e lançar boias do tipo BLE, e ainda, para o fundeio de boias oceanográficas e meteorológicas a grandes profundidades, como as boias Atlas, utilizadas no Programa Piloto de Boias Fundeadas no Oceano Atlântico Tropical (PIRATA), programa internacional do qual o Brasil participa.
É denominado carinhosamente pela tripulação como "Javali dos Sete Mares".